# Kékkút
Kékkút [kék-kút] je obec v Maďarsku v župě Veszprém, spadající pod okres Tapolca. Nachází se asi 9 km jihovýchodně od okresního města Tapolca a asi 45 km jihozápadně od župního sídla Veszprému. Název obce Kékkút v překladu znamená "modrá studna".

## Obyvatelstvo
V roce 2015 zde žilo 72 obyvatel. Dle údajů z roku 2011 tvoří 85,1 % obyvatelstva Maďaři a 14,9 % obyvatel se ke své národnosti nevyjádřilo.

## Politika
Starostové obce podle volebních období:
- 1990–1994: László Pék (FKgP)
- 1994–1998: László Pék (nestraník)
- 1998–2002: László Pék (nestraník)
- 2003–2006: Dr. Gábor Jancsó (nestraník)
- 2007–2010: László Pék (nestraník)
- 2010–2014: László Pék (nestraník)
- 2014–2018: László Pék (nestraník)
- 2018–2019: Gyöngyi Kardosné Csaba (nestranička)
- 2019–2024: Gyöngyi Kardosné Csaba (nestranička)
- 2024– : Gyöngyi Kardosné Csaba (nestranička)[2]

## Průmysl
V obci se nachází pramen minerální vody Theodora, která je zde stáčena v provozovně společnosti Kékkúti Ásványvíz Zrt., jež patří do českého holdingu Mattoni 1873.

## Sousední obce
| Růžice kompasu |              | Mindszentkálla |           | Růžice kompasu |
| Růžice kompasu | Káptalantóti | Sever          | Kővágóörs | Růžice kompasu |
| Růžice kompasu | Káptalantóti | Kékkút         | Kővágóörs | Růžice kompasu |
| Růžice kompasu | Káptalantóti | Jih            | Kővágóörs | Růžice kompasu |
| Růžice kompasu | Salföld      | Ábrahámhegy    |           | Růžice kompasu |